# Julien Tremblay
 (février 2013).
Améliorez-le ou discutez des points à vérifier. 
 (février 2013).
Si vous disposez d'ouvrages ou d'articles de référence ou si vous connaissez des sites web de qualité traitant du thème abordé ici, merci de compléter l'article en donnant les références utiles à sa vérifiabilité et en les liant à la section « Notes et références ».
Julien Tremblay est un humoriste, comédien et animateur de télévision né à Repentigny en 1975 au Québec, avec des origines franco-ontariennes de Hawkesbury. Il était surtout connu aux yeux des Québécois pour animer l'émission Julien le Matin sur les ondes de MusiMax, et Camping Ste-Madeleine à TQS.
Il est actuellement géré par Les Productions Tribal.
En 2013, il est porte-parole de la 25e édition du tournoi d'improvisation l'AFOLIE à Plantagenet.

## Humoriste
Il remporte le concours Jeunes pour rire en 1992, parmi près de 8500 participants (soit presque la population de son village). Cette première place lui a permis de se faire valoir dans le cadre du Festival Juste pour rire de Montréal.

## Comédien
Julien Tremblay se produisait également dans le cadre d'une compilation de capsules humoristiques intitulé La Terre à Tremblay, où il interprète plusieurs rôles de compositions aux côtés de François Maranda.

## Animateur
Il a animé sa propre émission d'humour matinale à MusiMax nommée Julien le Matin.
Depuis deux ans, il était à la barre de l'émission matinale "Ça Part Fort" au 104,5 CKOI à Sherbrooke, en compagnie d'Isabelle David et Jean-Pierre Quirion.

## Vidéoclip
Un de ses sketches, intitulé fucking mac book circule sur YouTube depuis le 18 novembre 2008.